# E. T. Burrowes Company

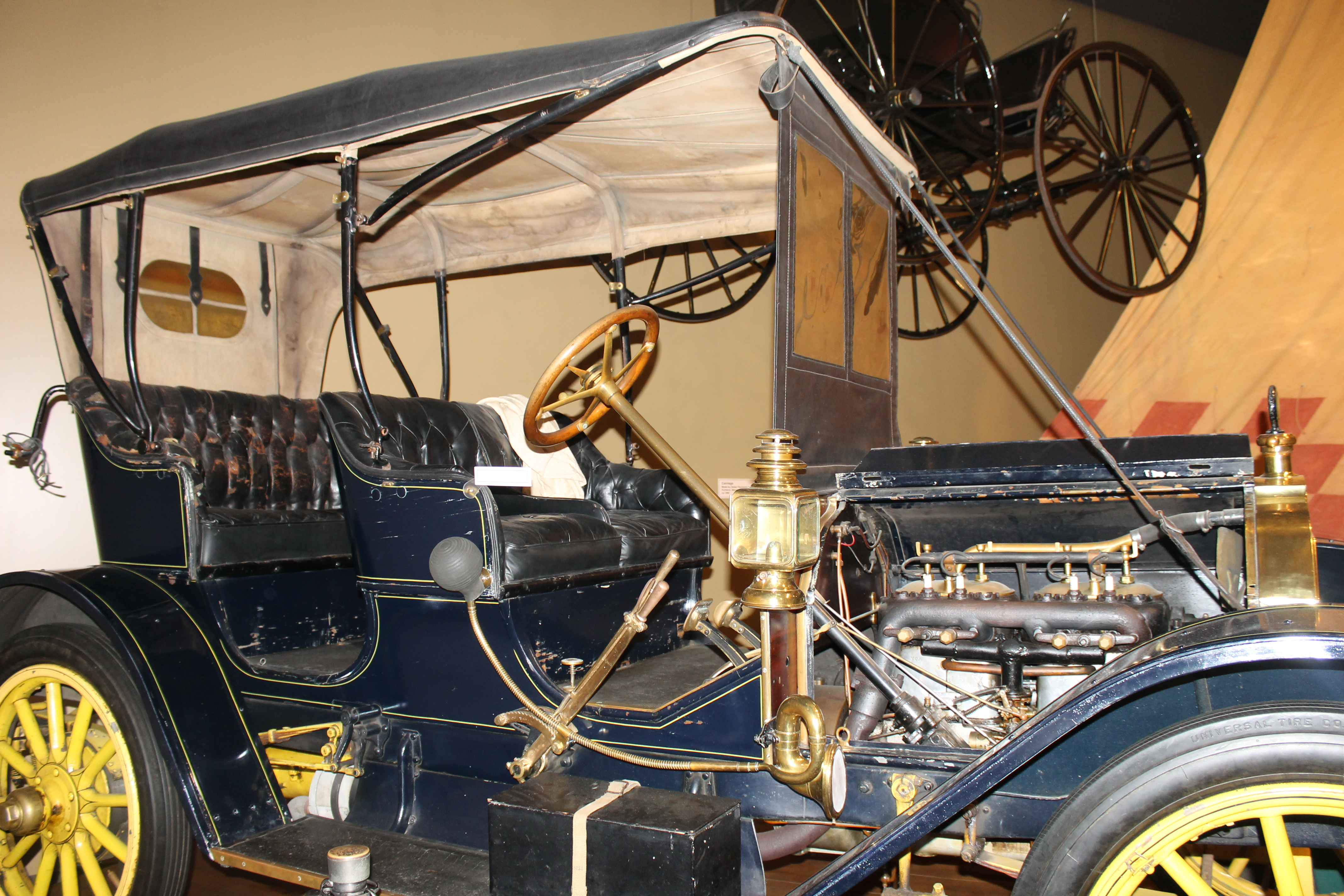
Burrowes Model E von 1908

E. T. Burrowes Company war ein US-amerikanisches Unternehmen.

## Unternehmensgeschichte
Das Unternehmen wurde 1875 gegründet. Es hatte seinen Sitz in Portland in Maine. Ursprünglich stellte es Glas her. Zwischen 1904 und 1908 entstanden auch Automobile. Der Markenname lautete Burrowes. Insgesamt waren es acht Fahrzeuge, von denen eines noch existiert und ein zweites wahrscheinlich ist.
1912, als Edward Thomas Burrowes in den Ruhestand trat, war es der größte Glashersteller der Welt. Um 1912 stellte es auch Billardtische und Klapptische her. Es ist nicht bekannt, wann das Unternehmen aufgelöst wurde.

## Fahrzeuge
Von 1904 bis 1905 gab es einen Kleinwagen. Ein Einzylindermotor war unter dem Sitz montiert und trieb über eine Kette die Hinterachse an. Der offene Runabout bot Platz für zwei Personen.
1908 stand ein größerer Tourenwagen im Sortiment. Er hatte einen Vierzylindermotor und Kardanantrieb.